# 玉山考棚
28°40′35″N 118°15′17″E / 28.67639°N 118.25472°E
玉山考棚位于中国江西省上饶市玉山县冰溪镇湖塘沿宝桥东侧，于2000年被列为江西省文物保护单位。
目前长江以南的考棚仅存南京江南贡院和玉山考棚两处，是科举制度的重要见证。玉山考棚于清乾隆五十七年（1792年）由知县丁如玉始建，道光十八年（1838年）知县张兼山在旧址重建。咸丰年间部分被毁。同治六年（1867年）知县王大枚重修。总占地面积2000多平方米，共有四幢青砖瓦房，共有100个单间，可容100人应试，两排号舍中间为长100米，宽3米，用青石条、卵石铺就的甬道。玉山考棚现为玉山县轴承厂职工宿舍，住有45户人家。

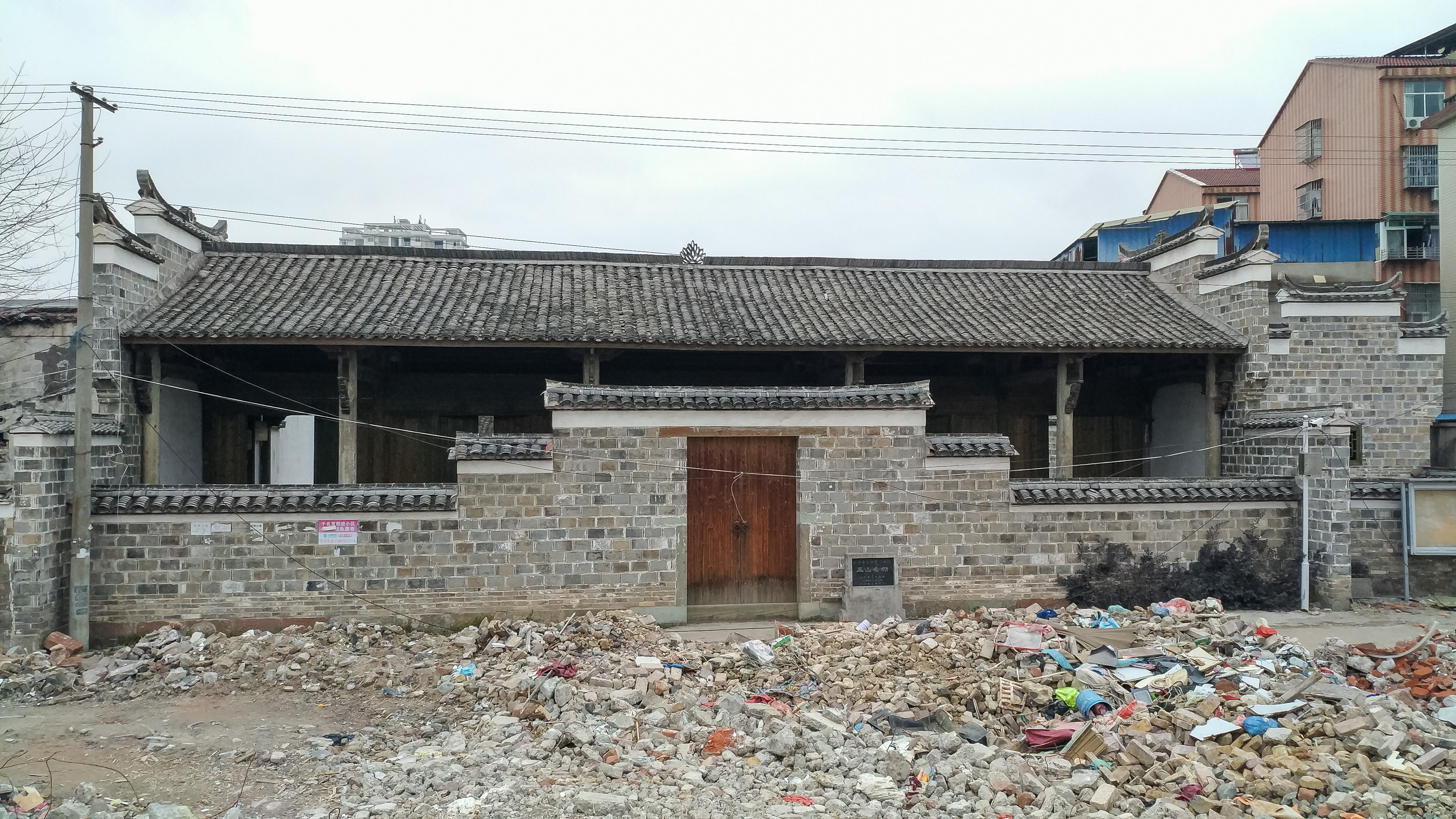
玉山考棚